# 史密斯鎮區 (堪薩斯州托馬斯縣)
史密斯鎮區（英語：Smith Township）為美國堪薩斯州托馬斯縣轄下的鎮區。2010年美国人口普查中該鎮區人口有278人。

## 地理
史密斯鎮區涵蓋總面積為92.99平方（35.90平方英里），其中92.96平方（35.89平方英里）為陸地，0.03平方（0.012平方英里）或0.03%為水域。海拔高度913（2,995英尺）。

## 人口統計
根據2010年美國人口普查，史密斯鎮區人口有278人，住房125戶，人口密度為2.99人/每平方公里。此鎮區居民之種族中，白人有209人，非裔美國人有1人，美洲原住民有1人，亞裔美國人有0人，太平洋島裔美國人有0人，其他種族有63人，混血種族則有4人。此外此鎮區有70人為西班牙裔或拉丁裔美國人。

## 交通

### 主要公路
- 83號美國國道